# 華盛頓特區的挪威聖誕樹

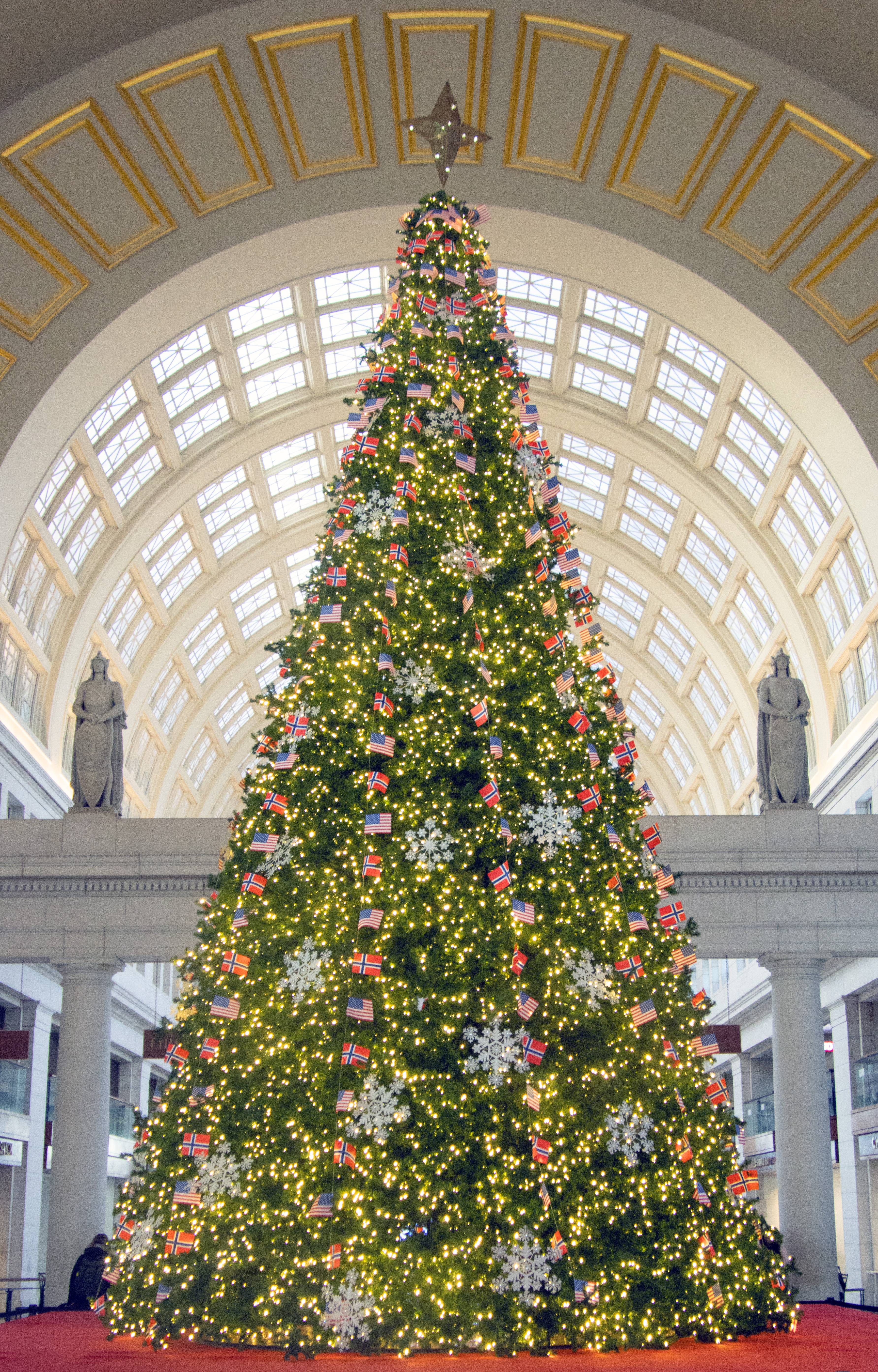
2023年擺放於華盛頓聯合車站的聖誕樹

華盛頓特區的挪威聖誕樹是挪威人民每年贈送給美國的禮物，擺放於華盛頓聯合車站，是挪威固定贈與各國的幾棵樹之一。贈送聖誕樹的傳統始於1997年，由時任挪威駐美大使湯姆·弗拉森提出，用以感謝美國在二次大戰提供的援助。點燈儀式包括音樂會、火車模型軌道、挪威王室成員訪問等活動。聖誕樹高30至35英尺（9.1至10.7），並裝飾數以千計的彩燈、美國和挪威國旗、主題吊飾。如2013年的聖誕樹即布置700個挪威畫家愛德華·孟克作品《吶喊》的裝飾品。根據《國會報導》，聖誕樹和火車模型已成為「華盛頓特區最受歡迎的節日傳統之一」。

## 歷史

### 1990年代
1997年，挪威政府向美國華盛頓聯合車站贈送一棵聖誕樹，作為兩國關係友好的象徵，同時感謝美國在第二次世界大戰期間提供的援助。在此之前，倫敦、鹿特丹、雷克雅維克、安特衛普等城市皆已受挪威政府贈送聖誕樹。
挪威政府選擇的聖誕樹由就讀於愛荷華州路德學院的挪威裔美國人種植，以此規避美國對植物進口的限制。奧斯陸市長皮爾·狄勒-西蒙森出席這棵30英尺（9.1）高聖誕樹的點燈儀式，並向華盛頓市長馬里恩·巴瑞頒贈牌匾。
這項提議由時任挪威駐美國大使湯姆·弗拉森提出，原因除感謝美國在二戰的幫助外，在美的挪威裔美國人（估計約550萬人）超過當時挪威約430萬的人口亦是因素之一。點燈儀式之前，華盛頓聯合車站舉行為期一週的慶祝活動，包括挪威烹飪學院（Culinary Institute of Norway）設攤提供該國美食、放映挪威導演麗芙·烏曼執導的電影《私密告解》、展出由挪威科技博物館設計的火車模型軌道。
次年，慶祝活動擴大舉辦，包括安排國家交響樂團演奏、舞蹈和聲樂表演。麗芙·烏曼作為聯合國兒童基金會親善大使親自到訪當地，挪威王儲哈康則出席為聖誕樹點燈。該年的聖誕樹高度35英尺（11）亦較1997年的高，並裝飾約8,000盞燈泡和2,000面挪威和美國的小國旗。時任美國總統比爾·柯林頓及第一夫人希拉蕊·柯林頓為此次活動書寫的信中提到：
|  | 這是挪威人在美國生根的見證，也是我們兩國之間邦誼長存的最佳象徵 a fitting symbol of the strong roots of Norwegians in America and of the enduring friendship between our two countries. |

1999年，除了聖誕樹、火車模型和其他慶祝活動外，還另外舉辦以北極光為主題的展覽。

### 2000年代
贈送聖誕樹和舉辦慶祝活動的慣例延續至21世紀。2004年，時任挪威駐美大使克努特·沃勒貝克邀請福音合唱團於慶祝活動的晚宴表演，挪威公主瑪塔·路易斯為聖誕樹點燈。沃勒貝克表示「希望這棵聖誕樹能夠使挪威、歐洲和美國的距離更加緊密」；2007年，慶祝活動的時長擴大至6週，包括舉行3場音樂會、聯合車站中央咖啡廳舉辦以羅弗敦群島為主題的攝影展，並供應該國美食，挪威駐美大使館表示「一切始於這棵佳節樹，並逐漸演變成大型的文化節」。

### 2010年代

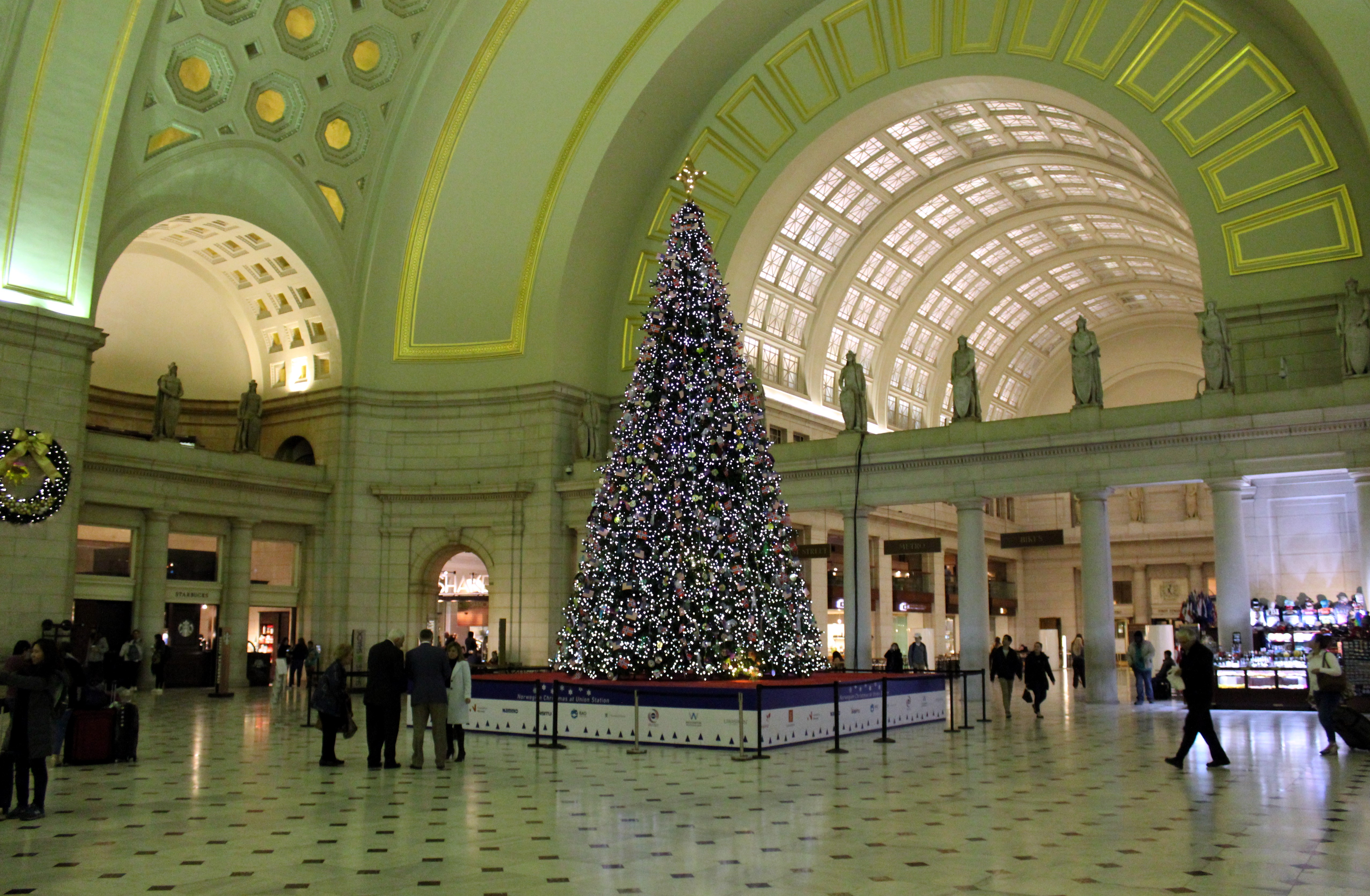
2018年擺放於聯合車站大廳的聖誕樹

2013年，聖誕樹裝飾約2萬盞燈泡、各國國旗和700個挪威畫家愛德華·孟克作品《吶喊》的裝飾品，以同時紀念孟克誕辰150週年。時任挪威駐美大使卡雷·R·阿斯表示「這些裝飾品象徵著大家準備迎接美好聖誕節的所有焦慮不安」，裝飾品在聖誕樹撤除後被作為禮物贈送；2014年，聖誕樹布置北極熊裝飾品，藉此呼籲大眾關注氣候變遷議題，大使阿斯表示「氣候議題日益受到重視，挪威正與美國在此議題上密切合作」，點燈儀式由聯邦參議員艾米·克羅布查主持。

### 2020年代
2022年是美國獲贈聖誕樹25週年，該年的慶祝活動包括邀請女子樂團Wicked Sycamore、歌手芮森·拉馬爾（Rayshun LaMarr）、鋼鼓樂團East of the River Steelband、挪威重奏團TenThing等團體演出，時任挪威駐美大使安妮肯·克魯特涅斯、挪威美國商會代表、華盛頓表演藝術協會（Washington Performing Arts）主席在點燈儀式上致詞。2023年，報紙《國會報導》在報導點燈儀式時，指出此活動已成為「華盛頓特區最受歡迎的節日傳統之一」。